# Juan Antonio Flores Santana
Juan Antonio Flores Santana, né le 3 juillet 1927 à Tamboril (République dominicaine) et mort le 9 novembre 2014 à Santiago de los Caballeros, est un prélat catholique dominicain.

## Biographie
En 1941, il entre au petit séminaire de Padre Fantino del Santo Cerro, tenu par les Jésuites à La Vega. À partir de 1947, il fréquente le grand séminaire Santo Tomas de Aquino, à Saint-Domingue, où il étudie la philosophie et la théologie. Il part ensuite compléter ses études à l'Université de Comillas, en Espagne. 
Ordonné prêtre le 12 juillet 1952, il est nommé évêque du diocèse de La Vega le 24 avril 1966 et consacré le 12 juin de la même année par le pape Paul VI.
Le 13 juin 1992, il est nommé évêque du diocèse de Santiago de los Caballeros, puis archevêque le 14 février 1994. Il a pris sa retraite le 16 juillet 2003.